# Crossandra longispica
Crossandra longispica är en akantusväxtart som beskrevs av Raymond Benoist. Crossandra longispica ingår i släktet Crossandra och familjen akantusväxter. Inga underarter finns listade i Catalogue of Life.